# District de Quetta
Le district de Quetta (en ourdou : کوئٹہ) est une subdivision administrative de la province du Baloutchistan au Pakistan. Constitué autour de son chef-lieu Quetta, par ailleurs capitale provinciale, le district est un lieu stratégique frontalier avec l'Afghanistan.
Peuplé par près de 2,3 millions d'habitants, c'est le district le plus peuplé et dense de la province. Il est majoritairement peuplé de Pachtounes, avec également de nombreux Brahouis, mais on trouve de nombreuses autres minorités, notamment des réfugiés afghans. Il est le plus cosmopolite de la province. 

## Histoire
La ville de Quetta est un point historiquement stratégique, devenant sous le Raj britannique une zone frontalière importante avec l'Afghanistan, prise en 1876. Le district de Quetta-Pishin est créé en 1883, et rejoint en 1947 le Pakistan lors de la partition des Indes. En 1975, Pishin devient un district séparé de Quetta[réf. nécessaire]. 

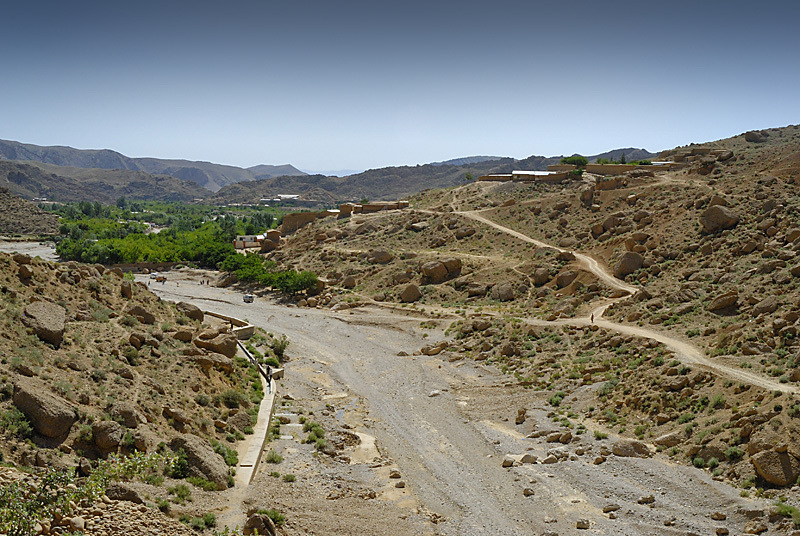
La vallée d'Urak.

Le district de Quetta est largement touché par les guerres afghanes, dès l'époque britannique avec les guerres anglo-afghanes et surtout depuis les années 1980 avec les guerres d'Afghanistan. Il abrite ainsi de nombreux réfugiés afghans. Plus récemment, l'insurrection islamiste du Nord-Ouest du Pakistan a également débordé sur Quetta, avec de nombreuses attaques depuis le milieu des années 2000. On peut par exemple citer l'attentat du 8 août 2016 à Quetta visant des avocats et qui tue presque une centaine de personnes, et l'attaque de l'école de police d'octobre 2016, qui tue près de 62 personnes.

## Démographie

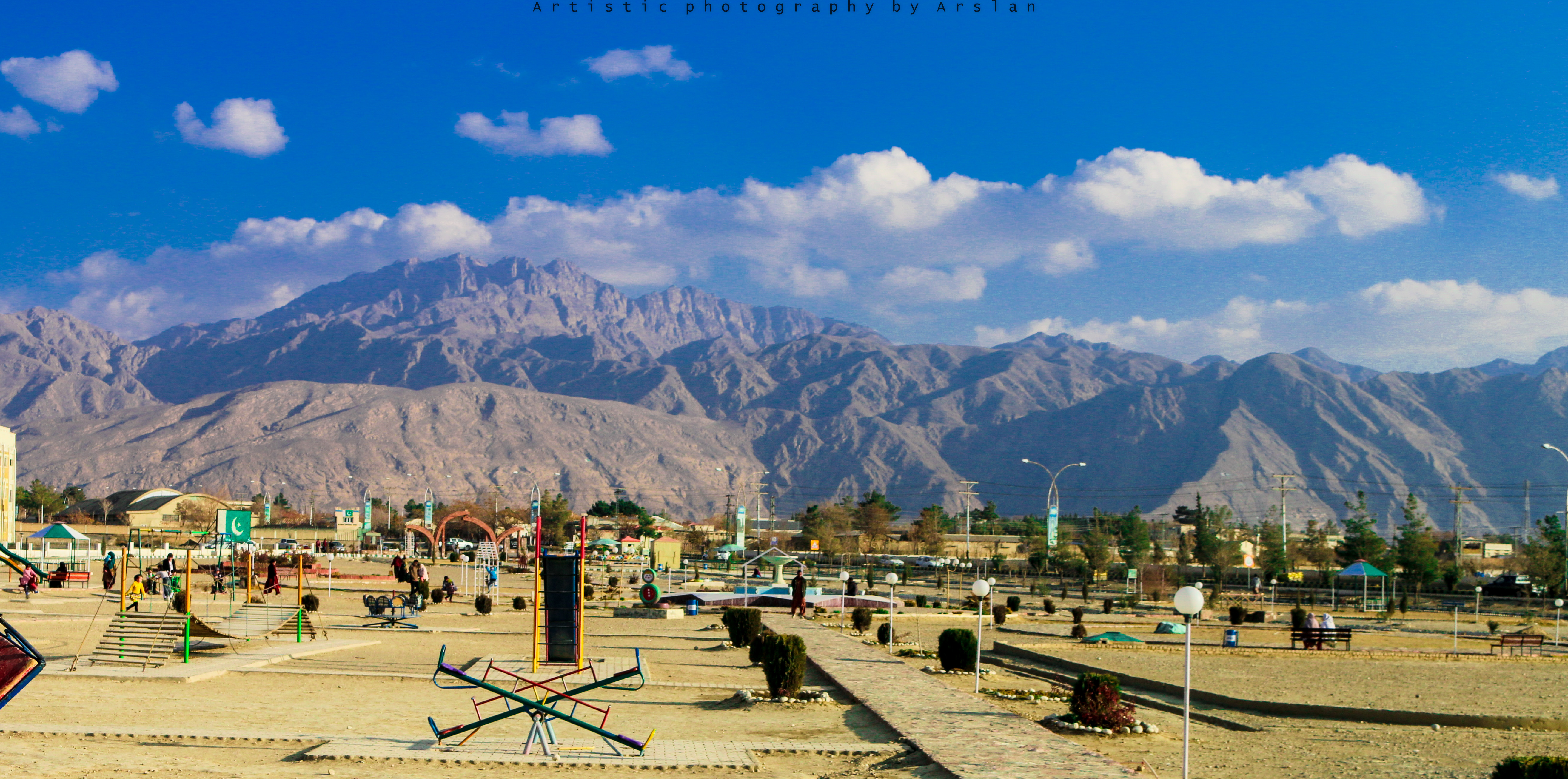
Parc de jeux du camp militaire de Quetta.

Lors du recensement de 1998, la population du district a été évaluée à 759 941 personnes, dont environ 74 % d'urbains. Le taux d'alphabétisation était de 57 % environ, plus que la moyenne nationale de 44 %. Il se situait à 67 % pour les hommes et 45 % pour les femmes, soit un différentiel de 22 points, contre 25 pour la moyenne nationale.
Le recensement suivant mené en 2017 pointe une population de 2 275 699 habitants, soit une croissance annuelle de 5,8 %, nettement supérieure aux moyennes provinciale et nationale de 3,4 % et 2,4 % respectivement. Le taux d'urbanisation baisse pour passer à 44 %. Le recensement de 2023 montre une population légèrement plus faible, à 2 271 290 habitants. L'alphabétisation est de 56 %, dont 65 % pour les hommes et 47 % pour les femmes.
Le district est le plus peuplé et le plus cosmopolite de la province du Baloutchistan. En 2023, les Pachtounes sont nettement majoritaires, comptant pour près de 60 % de la population, tandis que les Brahouis sont presque 16 % et les Baloutches 7 %, mais on trouve aussi de nombreux autres groupes, comme les Pendjabis (3 %) ainsi que des Hazaras. Environ 97,5 % de la population est musulmane (sunnites et chiites) en 1998. Le district compte quelques minorités religieuses : 1,2 % de chrétiens, 0,8 % d'hindous et 0,2 % de sikhs. On retrouve souvent les hindous et les sikhs dans les secteurs professionnels du commerce ou des services.

## Administration
Le district est divisé en trois tehsils ou sous-tehsils ainsi que 67 Union Councils[réf. nécessaire].
| Tehsil        | Population (rec. 2017) |
| ------------- | ---------------------- |
| Panj Pai      | 20 726                 |
| Quetta-Cité   | 1 726 199              |
| Quetta Saddar | 528 774                |

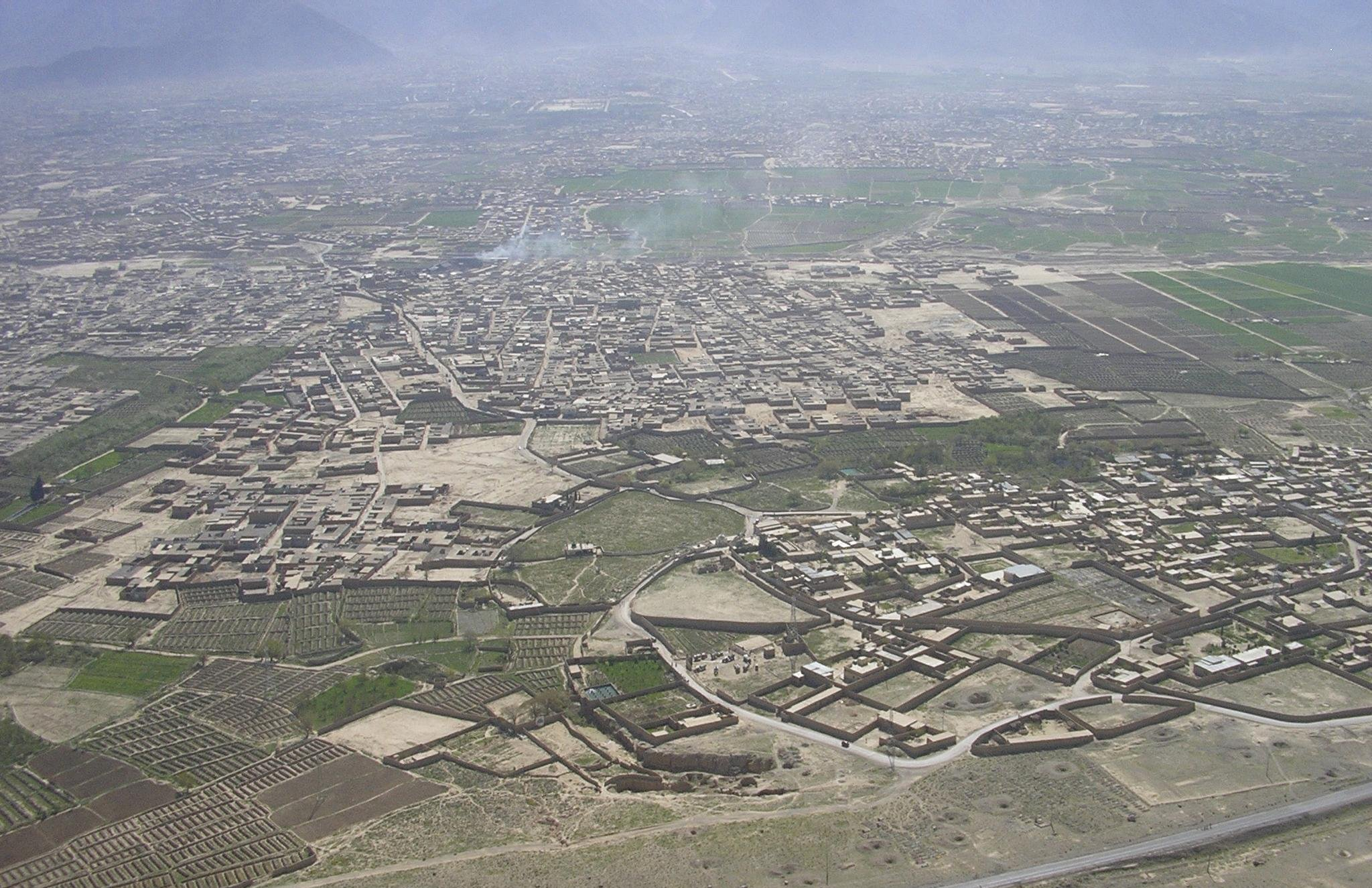
Vue aérienne de Kirani, dans le district.

La capitale provinciale Quetta est l'unique ville du district, c'est-à-dire la seule considérée comme une zone urbaine par les autorités de recensement. Constituant par ailleurs la dixième plus grande ville du pays, elle regroupe près de la moitié de la population du district. 
| Ville  | Population (rec. 2017) |
| ------ | ---------------------- |
| Quetta | 1 001 205              |

## Économie et éducation

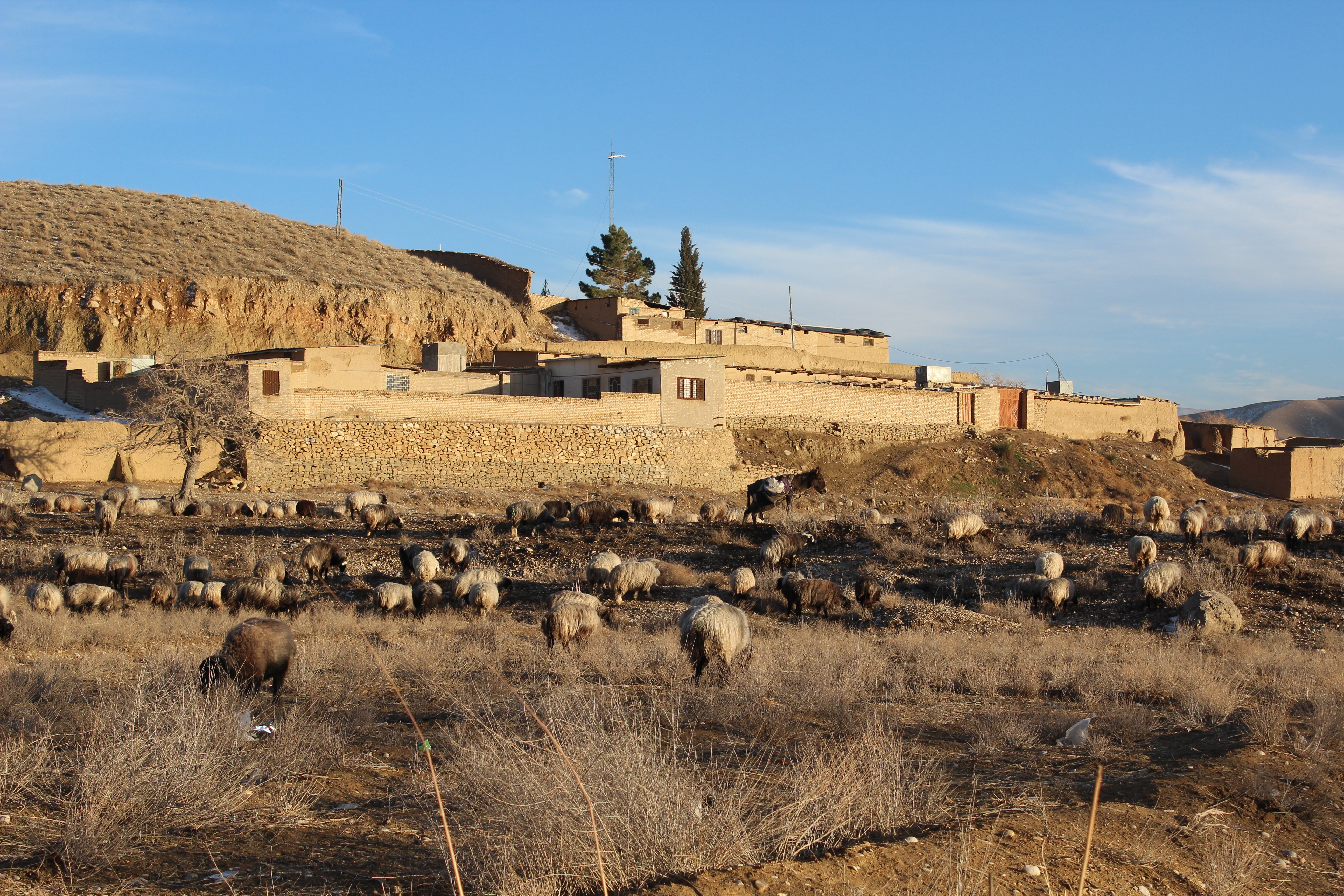
Troupeau de moutons

Quetta est petit district, fortement peuplé et dense. Relativement pauvre, la population vit sous un climat aride qui rend l'agriculture difficile. Près de 11 % de la superficie totale est cultivée, soit environ 400 kilomètres carrés, avec une production surtout orientée vers le blé, les oignons, les prunes, le raisin et les abricots notamment. L'élevage de chèvres et de moutons est également une source importante de subsistance[réf. nécessaire].
Le district compte plusieurs mines de charbons, découvertes en 1891 avec des réserves alors estimées à 61 millions de tonnes. Le secteur emploie environ 12 000 personnes en 2008, pour une production de 356 tonnes en 2010[réf. nécessaire].
La capitale du district Quetta est bien connectée au réseau de transports, étant reliée par les routes nationales no 25, 40, 50 et 65. Le district est également traversé par une ligne de chemin de fer reliant Rohri dans le Sind à Chaman sur la frontière avec l'Afghanistan.

## Politique
Depuis le redécoupage électoral de 2018, le district de Quetta est représenté par trois circonscriptions à l'Assemblée nationale, numérotées de 264 à 266, et par neuf députés à l'Assemblée provinciale du Baloutchistan, numérotées de 24 à 32. Les rapports de forces politiques traduisent en partie la diversité ethnique de la ville, avec des partis pro-Baloutches à l'instar du Parti national baloutche ou du Parti national et des partis pro-Pachtounes comme le Parti national Awami ou le Pashtunkhwa Milli Awami.
| Parti                                 | Voix    | %      | Élu fédéral | Élu provincial |
| ------------------------------------- | ------- | ------ | ----------- | -------------- |
| Parti national baloutche              | 50 494  | 20,8 % | 1           | 3              |
| Mouvement du Pakistan pour la justice | 41 648  | 17,1 % | 1           | 1              |
| Muttahida Majlis-e-Amal               | 36 068  | 14,9 % | 1           | 1              |
| Parti démocratique Hazara             | 7 942   | 3,3 %  | 0           | 2              |
| Pashtunkhwa Milli Awami               | 29 686  | 12,2 % | 0           | 1              |
| Parti national Awami                  | 9 810   | 4,0 %  | 0           | 1              |
| Parti du peuple pakistanais           | 17 881  | 7,4 %  | 0           | 0              |
| Ligue musulmane du Pakistan (N)       | 12 956  | 5,3 %  | 0           | 0              |
| Parti baloutche Awami                 | 12 281  | 5,1 %  | 0           | 0              |
| Autres partis                         | 12 491  | 5,1 %  | 0           | 0              |
| Indépendants                          | 11 576  | 4,8 %  | 0           | 0              |
| Total                                 | 242 833 | 100 %  | 3           | 9              |